# Lili Dehn
Lili Dehn, född 9 augusti 1888, död 8 oktober 1963 i Rom, var en rysk memoarskrivare. Hon var personlig vän och förtrogen till Rysslands tsaritsa Alexandra av Hessen. Hon utgav biografin The Real Tsaritsa.

## Biografi
Lili Dehn var dotter till den ryske godsägaren Ismail Selim Bek Smolskij och Catherine Horvat, och gifte sig 1907 med officeren Karl von Dehn. Liksom för många ur den ryska adeln under denna tid, var franska hennes förstaspråk. Hennes make var anställd vid det kejserliga hushållet, och hon kom genom hans anställning att bli vän med kejsarinnan. Hon förhöll sig skeptisk till Rasputin, även om denne botade hennes son.
Under första världskriget tjänstgjorde hon liksom kejsarinnan som sjuksköterska. Under ryska revolutionen befann hon sig hos tsarfamiljen i Alexanderpalatset i Tsarskoje Selo. Hon följde med Anna Vyrubova till Sankt Petersburg när denna arresterades, och vid framkomsten blev hon även själv gripen. Hon släpptes snart, men tilläts inte återvända till tsarfamiljen. Hon lyckades sedan lämna Ryssland med sin familj.